# Dorota Podedworna-Tarnowska
Dorota Podedworna-Tarnowska (ur. 1974 w Piszu) – polska ekonomistka, w latach 2013–2015 podsekretarz stanu w Ministerstwie Finansów i przewodnicząca Komisji Nadzoru Audytowego w Ministerstwie Finansów.

## Życiorys
Ukończyła studia magisterskie na kierunku Finanse i Bankowość w Szkole Głównej Handlowej (SGH) w Warszawie. Na tej uczelni podjęła również pracę naukową. Do chwili objęcia stanowiska podsekretarza stanu w Ministerstwie Finansów pracowała w SGH na stanowisku adiunkta w Instytucie Zarządzania Wartością w Kolegium Nauk o Przedsiębiorstwie. W dniu 27 kwietnia 2006 roku uzyskała z wyróżnieniem tytuł doktora nauk ekonomicznych w zakresie ekonomii, specjalność: finanse przedsiębiorstw. Była kierownikiem Podyplomowych Studiów Doradztwa Finansowego. Pełniła również funkcję prodziekana Studium Magisterskiego w SGH.
Doświadczenie zawodowe, oprócz pracy naukowej, zdobywała m.in. w Ministerstwie Skarbu Państwa. Od kilkunastu lat zasiadała w radach nadzorczych spółek, m.in. w Banku BPH, gdzie była członkinią Komitetu Audytu i Komitetu Inwestycyjnego, i Idea Banku.
Jest również absolwentką Podyplomowych Studiów Podatków i Prawa Podatkowego na Uniwersytecie Warszawskim, International Faculty Program w IESE Business School  w Barcelonie oraz licznych kursów z zakresu audytu, standardów rachunkowości i doradztwa inwestycyjnego. W 2012 roku odbyła staż naukowy w dziedzinie finansów w Stern School of Business Uniwersytetu Nowojorskiego.
Funkcję podsekretarza stanu w Ministerstwie Finansów objęła 18 czerwca 2013 z rekomendacji Polskiego Stronnictwa Ludowego jako kandydatka bezpartyjna. W marcu 2015 roku odznaczona przez ministra gospodarki Odznaką Honorową za Zasługi dla Rozwoju Gospodarki Rzeczypospolitej Polskiej. 21 grudnia 2015 została odwołana ze stanowiska. 
Po powrocie do Szkoły Głównej Handlowej w Warszawie kontynuuje działalność naukowo-dydaktyczną. Funkcję prodziekana Studium Magisterskiego zakończyła wraz z upływem kadencji 31 sierpnia 2016 roku. W październiku tego samego roku objęła funkcję kierownika Zakładu Aksjologii i Pomiaru Wartości w Instytucie Zarządzania Wartością w Kolegium Nauk o Przedsiębiorstwie SGH. 
Jest mężatką i matką dwóch synów.

## Działalność naukowa i publikacje
Dorota Podedworna-Tarnowska jest autorką i współautorką publikacji naukowych i prac zbiorowych nagradzanych i wyróżnianych w licznych konkursach oraz członkinią kolegiów redakcyjnych w międzynarodowych czasopismach. Kilkukrotnie wyróżniana w gronie najlepszych wykładowców w SGH. Jest również członkiem kolegiów redakcyjnych “Wealth – International Journal of Money, Banking and Finance” oraz „The International Journal of Management”.